# Thermocellio kenyensis
Thermocellio kenyensis är en kräftdjursart som beskrevs av Schmoelzer 1974. Thermocellio kenyensis ingår i släktet Thermocellio och familjen Porcellionidae. Inga underarter finns listade i Catalogue of Life.